# Портрет Ивана Богдановича Ререна
«Портрет Николая Ивана Богдановича Ререна» — картина Джорджа Доу и его мастерской, из Военной галереи Зимнего дворца.
Картина представляет собой портрет генерал-майора Ивана Богдановича Ререна из состава Военной галереи Зимнего дворца.
С начала Отечественной войны 1812 года полковник Ререн был командиром Шлиссельбургского пехотного полка, с конца августа также командовал 2-й бригадой 8-й пехотной дивизии, сражался с арьергардными отрядами Великой армии в белорусских губерниях. Во время Заграничного похода 1813 года сражался в Пруссии и за боевые отличия был произведён в генерал-майоры. В Битве народов под Лейпцигом был тяжело ранен и скончался через несколько дней.
Изображён в профиль в генеральском вицмундире, введённом для пехотных генералов 7 мая 1817 года (это ошибка, поскольку Ререн умер от ран в 1813 году и соответственно носил общегенеральский мундир образца 1808 года), на плечи наброшена шинель. На груди серебряная медаль «В память Отечественной войны 1812 года» на Андреевской ленте. С тыльной стороны картины надпись: Reren. Подпись на раме: И. Б. Реренъ, Генералъ Маiоръ. Не изображены шейный крест ордена Св. Владимира 3-й степени (награждён в 1810 году) и нагрудный крест ордена Св. Георгия 3-го класса (награждён 26 апреля 1807 года). Возможно, что памятная медаль войны 1812 года изображена ошибочно — первые документально зафиксированные награждения этой медалью в действующей армии состоялись спустя почти месяц после смерти Ререна и, вероятно, он не успел её получить.
7 августа 1820 года Комитетом Главного штаба по аттестации Ререн был включён в список «генералов, заслуживающих быть написанными в галерею» и 25 июля 1822 года император Александр I приказал написать его портрет. Гонорар Доу был выплачен 21 июня 1827 года. Готовый портрет был принят в Эрмитаж 8 июля 1827 года. Поскольку предыдущая сдача готовых портретов в Эрмитаж произошла 18 октября 1826 года, то портрет Ререна можно считать написанным между этими датами. Из-за смерти Ререна в 1813 году художник для написания галерейного портрета воспользовался портретом-прототипом, полученным от родственников Ререна, этот прототип неизвестен современным исследователям.